# Lamar Carpenter
Pour les articles homonymes, voir Carpenter.
Lamar Carpenter, né le 23 janvier 2004 en Angleterre, est un footballeur international anguillan évoluant au poste d'attaquant.

## Biographie

### En sélection
Le 2 juin 2021, Carpenter honore sa première sélection avec Anguilla contre la Dominique, dans le cadre du premier tour des éliminatoires de la zone CONCACAF de la Coupe du monde 2022 (défaite 0-3),.
Le 24 mars 2023, il inscrit son premier but en sélection contre Sainte-Lucie dans le cadre de la Ligue des nations de la CONCACAF 2022-2023. Toutefois, il ne peut empêcher la défaite 1-2 de son équipe.